# Kościół św. Jakuba Apostoła w Rzgowie (województwo wielkopolskie)
Kościół św. Jakuba Apostoła – rzymskokatolicki kościół parafialny we wsi Rzgów. Mieści się przy ulicy Zagórowskiej. Należy do dekanatu konińskiego I.

## Historia i architektura
Obecnie istniejąca budowla została wzniesiona pod koniec XVI stulecia. Jej konsekracja i nadanie wezwania św. Jakuba Apostoła odbyła się w 1601 roku Jest to budynek drewniany, jednonawowy, posiada konstrukcję zrębową, z węższym prezbiterium zamkniętym wielokątnie. Od północy do prezbiterium jest dostawiona zakrystia. Po północnej stronie nawy, około 1600 roku została dostawiona kaplica. Od strony zachodniej mieści się dwukondygnacyjna wieża, na planie kwadratu, z kruchtą na parterze, wybudowana w 1790 roku. W nawie strop płaski, w kaplicy strop złożony z kasetonów. Świątynia była wielokrotnie gruntownie restaurowana. Podczas remontu około 1760 roku jej mury zostały wzmocnione. Podczas kolejnego remontu, około 1790 roku, została wybudowana nowa wieża i dzwonnica. Ponownie bardzo zniszczona świątynia dzięki parafianom została odrestaurowana i ozdobiona w 1867 roku. Podczas odnawiania budowli na przełomie XIX i XX stulecia zostały zakupione organy. Ostatni, gruntowny remont budowli miał miejsce w latach 1990–1991.

## Wyposażenie
W budowli mieszczą się trzy drewniane ołtarze w stylu barokowym z pierwszej połowy XVIII stulecia. W ołtarzu głównym jest umieszczony obraz Matki Bożej w posrebrzanej siedemnastowiecznej sukience. W ołtarzu znajduje się także rzeźbione cyborium ufundowane około 1760 roku przez ówczesnego proboszcza, ks. Malachiasza Malińskiego. W ołtarzu bocznym mieści się obraz patrona parafii i kościoła, św. Jakuba Apostoła, w posrebrzanej sukience z drugiej połowy XVIII stulecia. W drugim ołtarzu bocznym mieści się obraz św. Antoniego Padewskiego z Dzieciątkiem Jezus z końca XVII stulecia. W kaplicy bocznej znajduje się ołtarz drewniany z XVIII stulecia. z obrazem św. Anny Samotrzeciej, namalowanym około 1620 roku, częściowo przemalowanym. Do wyposażenia należą także ambona i chrzcielnica w stylu barokowym, Pietà z około 1420 roku, z warsztatu śląskiego oraz drewniany krzyż z XVII stulecia.